# Abbaye de Pavilly
L'abbaye de Pavilly a été fondé en 662 pour être un monastère de femmes par saint Philibert, abbé de Jumièges.

## Historique
La première abbesse fut sainte Austreberthe venue de l'abbaye de Port-le-Grand sur la Somme dont elle était la prieure, et qui meurt à Pavilly en 704.
Elle fit construire trois églises dédiées à la Vierge, à saint Martin et à saint Pierre.
Le monastère fut détruit par les Normands au IXe siècle. En 1090, l'abbé Gautier I de l'abbaye de la Trinité du Mont restaure un prieuré sur les lieux, par la réédification de l'église. Abandonnée en 1717, sa chapelle fut rachetée et rendue au culte en 1860.
Fuyant les invasions normandes au IXe siècle, les religieuses de Pavilly trouvent refuge à Montreuil, elles y fondent l'abbaye Sainte-Austreberthe. En 1803, les religieuses donneront leur trésor d'art sacré à la paroisse de Montreuil et à la commune. Il est toujours conservé dans l'abbatiale Saint-Saulve à Montreuil. Parmi les pièces du trésor, la crosse de sainte Austreberthe (VIIe – XVIIIe siècle).
La chapelle Sainte-Austreberthe (XIe siècle) fait l’objet d’une inscription au titre des monuments historiques depuis le 26 mars 1934.